# Acronicta afflicta
Acronicta afflicta (tên tiếng Anh: Afflicted Dagger Moth) là một loài bướm đêm thuộc họ Noctuidae. Nó được tìm thấy ở Canada (Nova Scotia, Quebec và Ontario), Hoa Kỳ (bao gồm Alabama, North Carolina, Oklahoma, Georgia, Maryland, New York và Ohio) cũng như miền bắc México.

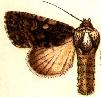
Tranh minh họa

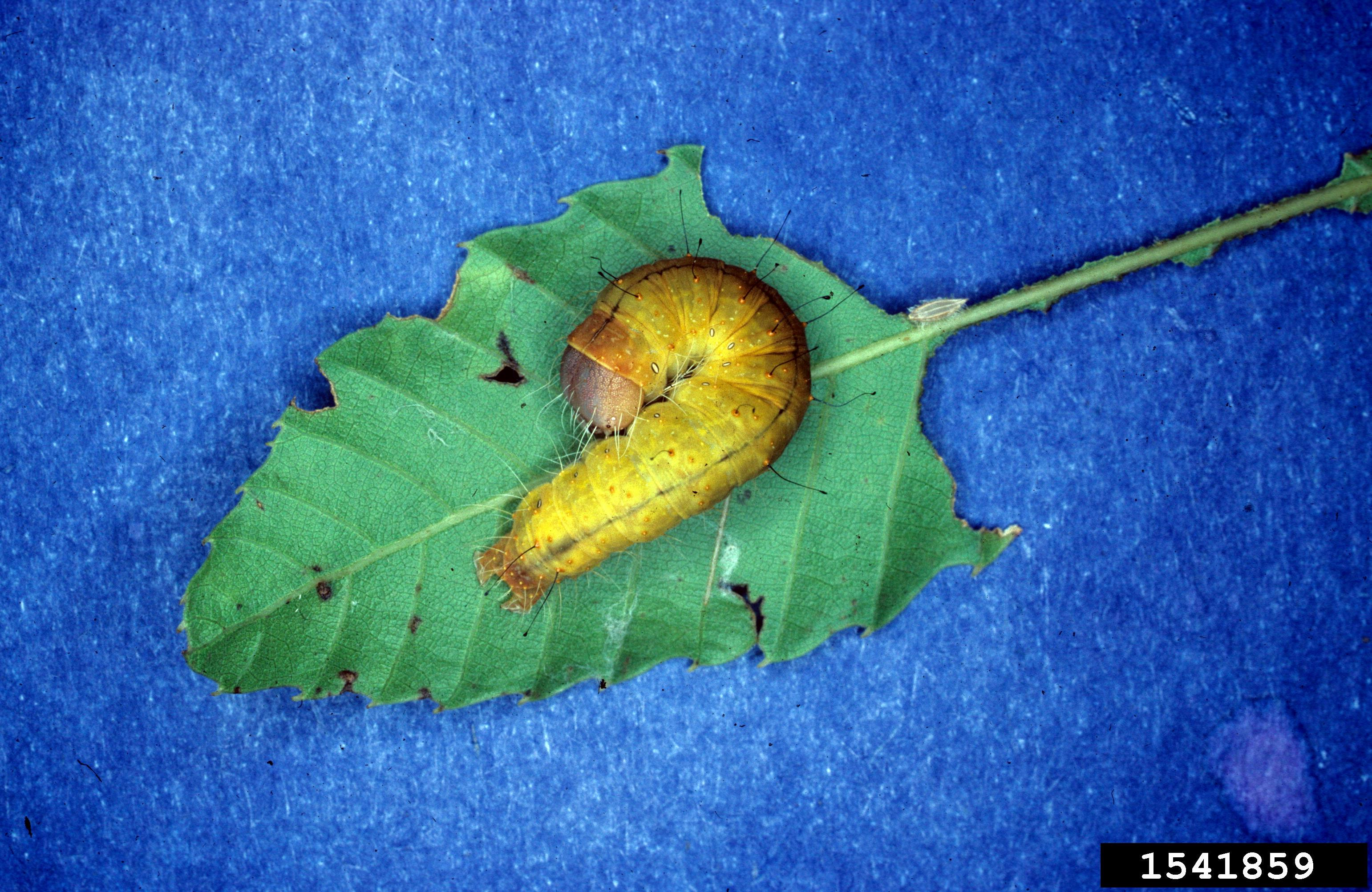
Ấu trùng

Sải cánh dài khoảng 36 mm. Con trưởng thành bay từ tháng 5 đến tháng 9 tùy theo địa điểm.
Ấu trùng ăn các loài Quercus khác nhau.

## Hình ảnh

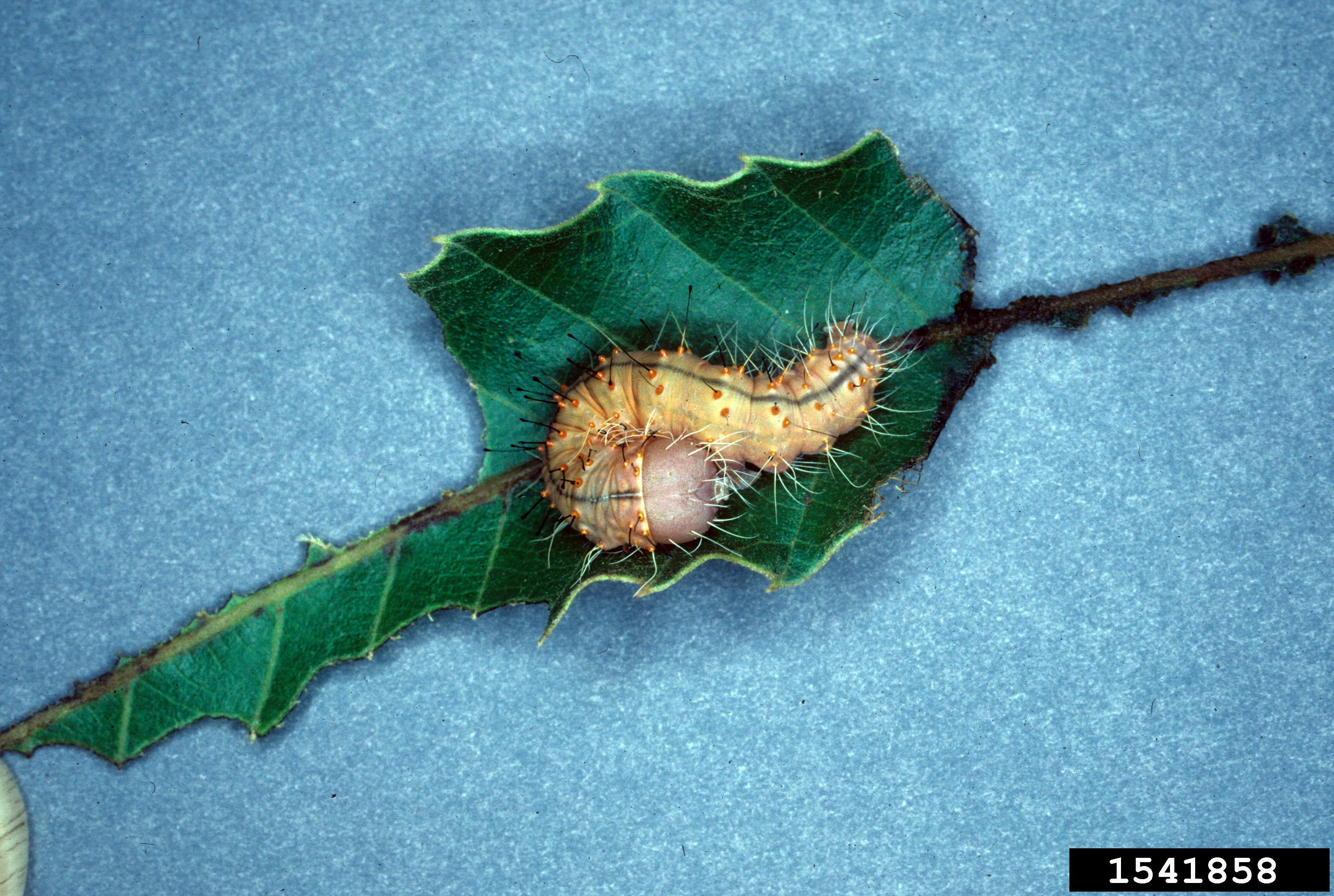